# Wilhelm Sperber
Pour les articles homonymes, voir Sperber.
Wilhelm Sperber (né le 14 mars 1908 à Nuremberg, mort le 17 décembre 1987 à Munich) est un producteur de cinéma allemand.

## Biographie
Après avoir terminé un apprentissage dans le commerce, Sperber se fait d'abord un nom dans l'automobile. En 1931, il devient assistant puis directeur de production et producteur exécutif. Il travaille pour Bavaria Film, Tobis-Tonbild-Syndikat et enfin l'UFA.
Après la Seconde Guerre mondiale, Sperber s'installe à Munich et fonde la société de production Merkur Film ici. Cependant, il travaille principalement pour d'autres sociétés telles que CCC-Film et Bavaria en tant que directeur de production et producteur exécutif.
Sperber est l'époux de l'actrice Mady Rahl pendant plusieurs années.

## Filmographie
- 1940 : Ein Robinson
- 1940 : Seitensprünge
- 1949 : Die Reise nach Marrakesch (de)
- 1950 : Wer bist du, den ich liebe?
- 1950 : Kronjuwelen
- 1950 : Glück aus Ohio
- 1951 : Das ewige Spiel
- 1953 : Die Junggesellenfalle
- 1956 : L'Étudiante Helene Willfüer (de)
- 1956 : Das Bad auf der Tenne (de)
- 1956 : Frucht ohne Liebe (de)
- 1956 : Vor Sonnenuntergang
- 1957 : Schön ist die Welt (de)
- 1960 : Les Chacals meurent à l'aube